# Franz Xaver Lederle
Franz Xaver Lederle, auch Franz X. Lederle (* 18. Februar 1931 in Mindelheim) ist ein deutscher Fotograf und Kameramann.

## Leben
Franz Xaver Lederle erhielt in den Laboratorien eines Kopierwerks eine fototechnische Ausbildung. 1956 lernte er Romy Schneider kennen und schuf in den folgenden Jahren Fotoserien des gefeierten Stars.
Seit 1955 arbeitete Lederle als Kameraassistent vor allem bei Inszenierungen der Regisseure Alfred Weidenmann und Frank Wisbar. 1961 fungierte er erstmals als Chefkameramann. Auf sein Konto gingen zunächst unter anderem ein Produkt der Edgar-Wallace-Filme sowie mehrere Folgen der Jerry-Cotton-Verfilmungen.
Dazu kamen eine große Zahl von Musikkomödien und Erotikfilmen in den 1970er und 1980er Jahren. Lederle arbeitete dabei mit Regisseuren wie Rolf Olsen und Franz Josef Gottlieb zusammen. Für das Fernsehen schuf er die Aufnahmen für mehrere Folgen der Serien Das Erbe der Guldenburgs, Stubbe – Von Fall zu Fall, Ein Schloß am Wörthersee und Derrick. Zudem stand er bei 83 von 90 Folgen der Krimiserie Siska hinter der Kamera.
Lederle kuratierte ab 2001 mehrere Ausstellungen mit eigenen Fotoserien von Romy Schneider. Er lebt mit seiner Frau Katja bis heute in Mindelheim.

## Filmografie (Auswahl)
- 1960: Eine Frau fürs ganze Leben
- 1961: … denn das Weib ist schwach
- 1961: Riviera-Story
- 1961: Das Rätsel der roten Orchidee
- 1963: Das Kriminalmuseum: Fünf Fotos
- 1963: Das Kriminalmuseum: Die Frau im Nerz
- 1964: Ein Frauenarzt klagt an
- 1964: Jetzt dreht die Welt sich nur um dich
- 1965: Die Liebesquelle
- 1966: Die Rechnung – eiskalt serviert
- 1966: Der Mörderclub von Brooklyn
- 1967: Wenn es Nacht wird auf der Reeperbahn
- 1967: Necronomicon – Geträumte Sünden
- 1967: Dynamit in grüner Seide
- 1968: Der Tod im roten Jaguar
- 1968: Paradies der flotten Sünder
- 1968: Der Arzt von St. Pauli
- 1969: Das Go-Go-Girl vom Blow-Up
- 1969: Die Lümmel von der ersten Bank – Pepe, der Paukerschreck
- 1969: Wenn süß das Mondlicht auf den Hügeln schläft
- 1970: Der Pfarrer von St. Pauli
- 1970: Das kann doch unsren Willi nicht erschüttern
- 1970: Die nackte Gräfin
- 1971: Rudi, benimm dich!
- 1971: Käpt’n Rauhbein aus St. Pauli
- 1972: Blutiger Freitag
- 1972: Trubel um Trixie
- 1972: Der Schrei der schwarzen Wölfe
- 1973: Alter Kahn und junge Liebe
- 1973: Unsere Tante ist das Letzte
- 1974: Bohr weiter, Kumpel
- 1974: Ein toter Taucher nimmt kein Gold
- 1974: … und die Nacht kennt kein Erbarmen (Vreemde wereld)
- 1975: Was treibt die Maus im Badehaus?
- 1975: Reise ins Jenseits – Die Welt des Übernatürlichen
- 1977: Vanessa
- 1977: Drei Schwedinnen in Oberbayern
- 1977: Sylvia im Reich der Wollust
- 1978: Hurra, die Schwedinnen sind da
- 1978: Die Insel der tausend Freuden
- 1978: Melody in Love
- 1978: Das Love-Hotel in Tirol
- 1978: Cola, Candy, Chocolate
- 1978: Sunnyboy und Sugarbaby
- 1979: Nackt und heiß auf Mykonos
- 1979: Austern mit Senf
- 1979: Kreuzberger Liebesnächte
- 1980: Heiße Kartoffeln
- 1980: Zärtlich aber frech wie Oskar
- 1980: Patricia – Einmal Himmel und zurück
- 1981: Die Pinups und ein heißer Typ
- 1981: Manche mögen’s prall
- 1982: Catherine
- 1983: Plem, Plem – Die Schule brennt
- 1983: Rasputin – Orgien am Zarenhof (Regie: Ernst Hofbauer)
- 1983: Babystrich im Sperrbezirk
- 1983: Bei Anruf Liebe
- 1983: Taifun der Zärtlichkeit
- 1984: Schulmädchen ’84
- 1984: Her mit den kleinen Schweinchen
- 1984: Zwei Nasen tanken Super
- 1984: Mama Mia – Nur keine Panik
- 1984: Ein irres Feeling
- 1985: Seitenstechen
- 1986: Die Schokoladen-Schnüffler
- 1986: Kunyonga – Mord in Afrika
- 1988: Starke Zeiten
- 1993: Hochwürden erbt das Paradies
- 1998–2008: Siska